# Kgl. bay. 6. Reserve-Division
Die 6. Reserve-Division war ein Großverband der Bayerischen Armee im Ersten Weltkrieg.

## Geschichte
Die Division wurde während des Ersten Weltkriegs am 10. September 1914 aufgestellt und nach Kriegsende 1919 im Rahmen der Demobilisierung der Bayerischen Armee wieder aufgelöst. Als Reservedivision bestand sie zum größten Teil aus mobilisierten Ersatzreservisten, Reservisten und Kriegsfreiwilligen. Einer dieser Kriegsfreiwilligen war Adolf Hitler.
Die ursprünglich für Angriffsaufgaben vorgesehene Division war während des ganzen Krieges ausschließlich an der Westfront eingesetzt, zunächst im Herbst 1914 bei Ypern. Sie verblieb längere Zeit im Stellungskrieg in Französisch-Flandern. Im Herbst 1916 kämpfte sie in der Schlacht an der Somme und im Frühjahr 1917 bei Arras. Als Angriffsdivision verwendete man sie zuletzt bei der Frühjahrsoffensive 1918. Von Spätsommer 1918 bis Kriegsende stand die 6. Reserve-Division wieder in Flandern. Die Division war von der alliierten Aufklärung 1917 noch als zweitklassig angesehen. Wie bei fast allen deutschen Verbänden konstatierte man 1918 einen verminderten Kampfwert.

### Gefechtskalender

#### 1914
- 30. Oktober bis 24. November – Schlacht bei Ypern
- 25. November bis 13. Dezember – Stellungskämpfe in Flandern und Artois
- 14. bis 24. Dezember – Dezemberschlacht in Französisch-Flandern
- ab 25. Dezember – Stellungskämpfe in Flandern und Artois

#### 1915
- bis 8. Mai – Stellungskämpfe in Flandern und Artois
  - Schlacht bei Neuve-Chapelle
- 09. Mai bis 23. Juli – Schlacht bei La Bassée und Arras
- 24. Juli bis 24. September – Stellungskämpfe in Flandern und Artois
- 25. September bis 13. Oktober – Herbstschlacht bei La Bassée und Arras
- ab 14. Oktober – Stellungskämpfe in Flandern und Artois

#### 1916
- bis 23. Juni – Stellungskämpfe in Flandern und Artois
- 24. Juni bis 7. Juli – Erkundungs- und Demonstrationsgefechte der 6. Armee (im Zusammenhang mit der Schlacht an der Somme)
- 07. Juli bis 30. September – Stellungskämpfe in Flandern und Artois
- 01. bis 14. Oktober – Schlacht an der Somme
- ab 15. Oktober – Stellungskämpfe in Flandern und Artois

#### 1917
- bis 1. April – Stellungskämpfe in Flandern und Artois
- 02. April bis 20. Mai – Frühjahrsschlacht bei Arras
- 20. Mai bis 3. Juni – Reserve der Heeresgruppe „Kronprinz Rupprecht“
- 21. Mai bis 13. Juni – Stellungskämpfe in Flandern und Artois
- 13. Juni bis 12. Juli – Reserve der Heeresgruppe „Kronprinz Rupprecht“
- 12. Juli bis 3. August – Schlacht in Flandern
- 04. August bis 10. Oktober – Stellungskampf im Oberelsass
- 11. bis 18. Oktober – Reserve der Heeresgruppe „Deutscher Kronprinz“
- 19. bis 23. Oktober – Stellungskämpfe am Chemin des Dames
- 23. Oktober – Gefecht bei Chavignon
- 24. Oktober bis 2. November – Nachhutkämpfe an und südlich der Ailette
- ab 3. November – Stellungskämpfe nördlich der Ailette

#### 1918
- bis 20. März – Stellungskämpfe nördlich der Ailette
- 21. März bis 6. April – Große Schlacht in Frankreich
- 07. bis 26. April – Kämpfe an der Avre und bei Montdidier-Noyon
- 27. April bis 26. Mai – Stellungskämpfe nördlich der Ailette
- 27. Mai bis 13. Juni – Schlacht bei Soissons und Reims
- 14. Juni bis 4. Juli – Stellungskämpfe zwischen Oise, Aisne und Marne
- 05. bis 14. Juli – Stellungskämpfe zwischen Aisne und Marne
- 15. bis 17. Juli – Angriffsschlacht an der Marne und in der Champagne
- 18. bis 25. Juli – Abwehrschlacht zwischen Soissons und Reims
- 26. Juli bis 3. August – Bewegliche Abwehrschlacht zwischen Marne und Vesle
- 05. bis 15. August – Abwehrschlacht zwischen Somme und Avre
- 15. August bis 2. September – Schlacht zwischen Monchy-Bapaume
- 09. bis 27. September – Stellungskrieg in Flandern
- 28. September bis 17. Oktober – Abwehrschlacht in Flandern
- 18. bis 24. Oktober – Nachhutkämpfe zwischen Yser und Lys
- 25. Oktober bis 1. November – Schlacht an der Lys
- 02. bis 4. November – Nachhutkämpfe beiderseits der Schelde
- ab 12. November – Räumung des besetzten Gebietes und Marsch in die Heimat

## Gliederung

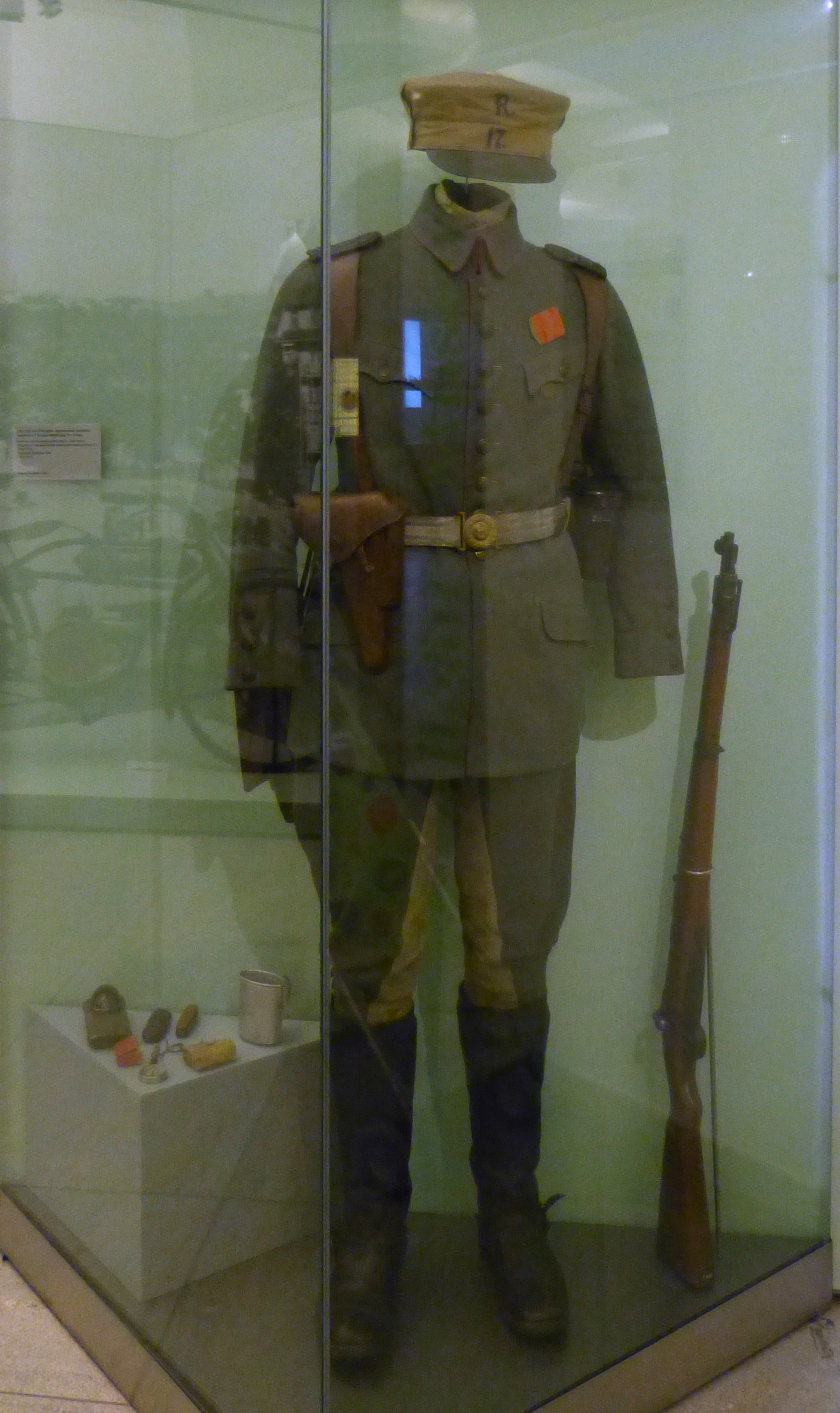
Uniform und Ausrüstungsteile von Dr. Otto Merkt, Hauptmann des bayerischen Reserve-Infanterie-Regiments 17, von 1916

Die Gliederung des Verbandes unterlag im Verlauf des Krieges mehrfachen Änderungen. Aufgrund fehlender Verwendungsmöglichkeit verblieb an Kavallerie nur mehr eine Eskadron, während Artillerie und technischen Truppen verstärkt wurden. 

### Kriegsgliederung am 8. Dezember 1914
- 12. Reserve-Infanterie-Brigade
  - Reserve-Infanterie-Regiment 16
  - Reserve-Infanterie-Regiment 17
- 14. Reserve-Infanterie-Brigade
  - Königlich Bayerisches Reserve-Infanterie-Regiment 20
  - Königlich Bayerisches Reserve-Infanterie-Regiment 21
- Reserve-Kavallerie-Regiment 6
- Reserve-Feldartillerie-Regiment 6
- Reserve-Fußartillerie-Bataillon 6
- Reserve-Pionier-Kompanie 6
- Reserve-Fernsprech-Abteilung 6

### Kriegsgliederung vom 30. April 1918
- 12. Reserve-Infanteriebrigade
  - Reserve-Infanterie-Regiment 16
  - Reserve-Infanterie-Regiment 17
  - Reserve-Infanterie-Regiment 20
  - 2. Eskadron/Reserve-Kavallerie-Regiment 6
- Artillerie-Kommandeur Nr. 18
  - Reserve-Feldartillerie-Regiment 6
  - Fußartillerie-Bataillon 12
- Pionier-Bataillon 19
  - Reserve-Pionier-Kompanie 6
  - Reserve-Pionier-Kompanie 7
  - Minenwerfer-Kompanie 206
- Divisions-Nachrichten-Kommandeur 406

## Kommandeure
| Dienstgrad                                   | Name                            | Datum                                             |
| -------------------------------------------- | ------------------------------- | ------------------------------------------------- |
| General der Kavallerie z. D.                 | Maximilian von Speidel          | 30. Oktober bis 15. November 1914                 |
| Generalleutnant z. D.                        | Johann Streck                   | 16. November bis 1. Dezember 1914 (in Vertretung) |
| General der Infanterie                       | Felix von Bothmer               | 02. bis 25. Dezember 1914                         |
| Generalleutnant z. D./General der Artillerie | Gustav Scanzoni von Lichtenfels | 26. Dezember 1914 bis 11. Januar 1917             |
| Generalmajor                                 | Paul Ritter von Köberle         | 12. Januar 1917 bis 28. Mai 1918                  |
| Generalmajor                                 | Georg Meyer                     | 29. Mai 1918 bis Ende                             |